# Ursula Franklin
Ursula Martius Franklin (Múnic, 16 de setembre de 1921-Toronto, 22 de juliol de 2016) va ser una metal·lúrgica canadenca, física investigadora, autora i educadora que va impartir classes a la Universitat de Toronto durant més de 40 anys. És l'autora d'El veritable món de la tecnologia, basat en les Conferències Massey de 1989, Les lectures d'Ursula Franklin: Pacifisme com un mapa, una col·lecció dels seus documents, entrevistes i converses, i Ursula Franklin parla: pensaments i reflexions, que conté 22 dels seus discursos i cinc entrevistes que li van fer entre 1986 i el 2012. Franklin era practicant de la Quaker i va participar activament en honor de causes pacifistes i feministes. A més, va escriure i parlar extensament sobre la inutilitat de la guerra i la connexió entre la pau i la justícia social. Franklin va rebre nombrosos honors i premis, com el Premi del Governador General en Commemoració del Cas Persones per a la promoció de la igualtat de les nenes i les dones al Canadà, així com la Medalla de la Pau Pearson pel seu treball en la promoció dels drets humans. El 2012, va ser admesa al Saló Canadenc de la Fama de Ciència i Enginyeria. A més, una escola secundària de Toronto va ser anomenada en el seu honor (Acadèmia Ursula Franklin).
Franklin és molt coneguda pels seus escrits sobre els efectes polítics i socials de la tecnologia. Per a ella, la tecnologia és molt més que màquines, aparells o transmissors electrònics. És un complet sistema que inclou mètodes, procediments, organització, "i sobretot, una mentalitat". Fa distinció entre tecnologia "holística" utilitzada per artesans i la prescriptiva, associada a una divisió del treball en la producció a gran escala. Les tecnologies holístiques permeten als artesans controlar el seu treball de principi a fi; mentre que les tecnologies prescriptives organitzen el treball com una seqüència de passos que requereixen supervisió per part dels caps o gerents de cada organització. Franklin argumenta que el predomini de la preceptives tecnològiques en la societat moderna desarbora el pensament crític i promou "una cultura de compliment".
Alguns creuen que Ursula Franklin pertany a la tradició intel·lectual d'Harold Innis i Jacques Ellul, els quals adverteixen sobre la tendència de la tecnologia a suprimir la llibertat i posar en perill la civilització. La mateixa Franklin reconeix a Ellul, així com diversos altres pensadors com Lewis Mumford, C. B. Macpherson, I. F. Schumacher i Vandana Shiva.

## Carrera i primers anys de vida
Ursula Franklin va néixer a Múnic, Alemanya, el 16 de setembre de 1921. La seva mare era jueva i son pare provenia d'una família alemanya. A causa de la persecució nazi dels jueus, sos pares van tractar d'enviar el seu únic fill a l'escola a Gran Bretanya quan la Segona Guerra Mundial va esclatar, però els britànics es van negar a emetre visats estudiantils a persones menors de 18 anys. Sos pares van ser internats en camps d'extermini, mentre que Ursula va ser enviada a un camp de treball forçat. Miraculosament, la família va sobreviure l'Holocaust per finalment reunir-se a Berlín després de la guerra.
Franklin ha esmentat que va decidir estudiar ciències perquè va anar a escola quan l'ensenyament de la història era censurada. "Recordo un plaer veritable subversiu", va dir a un entrevistador molts anys després, "que no era cap paraula d'autoritat la que podria canviar les lleis de la física o la conducta en matemàtiques." El 1948, Franklin va rebre el doctorat en física experimental a la Universitat Tècnica de Berlín. Va començar a buscar oportunitats per sortir d'Alemanya després d'adonar-se que no hi havia cap lloc per a algú que s'oposava fonamentalment al militarisme i a l'opressió. Franklin es va mudar al Canadà després de rebre una oferta per a una beca postdoctoral de la Universitat de Toronto. Posteriorment va treballar durant 15 anys (de 1952 a 1967) com a científica sènior de la Fundació de Recerca d'Ontario. Finalment, el 1967, Franklin va esdevenir la primera professora de la Facultat d'Enginyeria de la Universitat de Toronto, on se li reconeix com a experta en metal·lúrgia i en enginyeria i ciència dels materials.

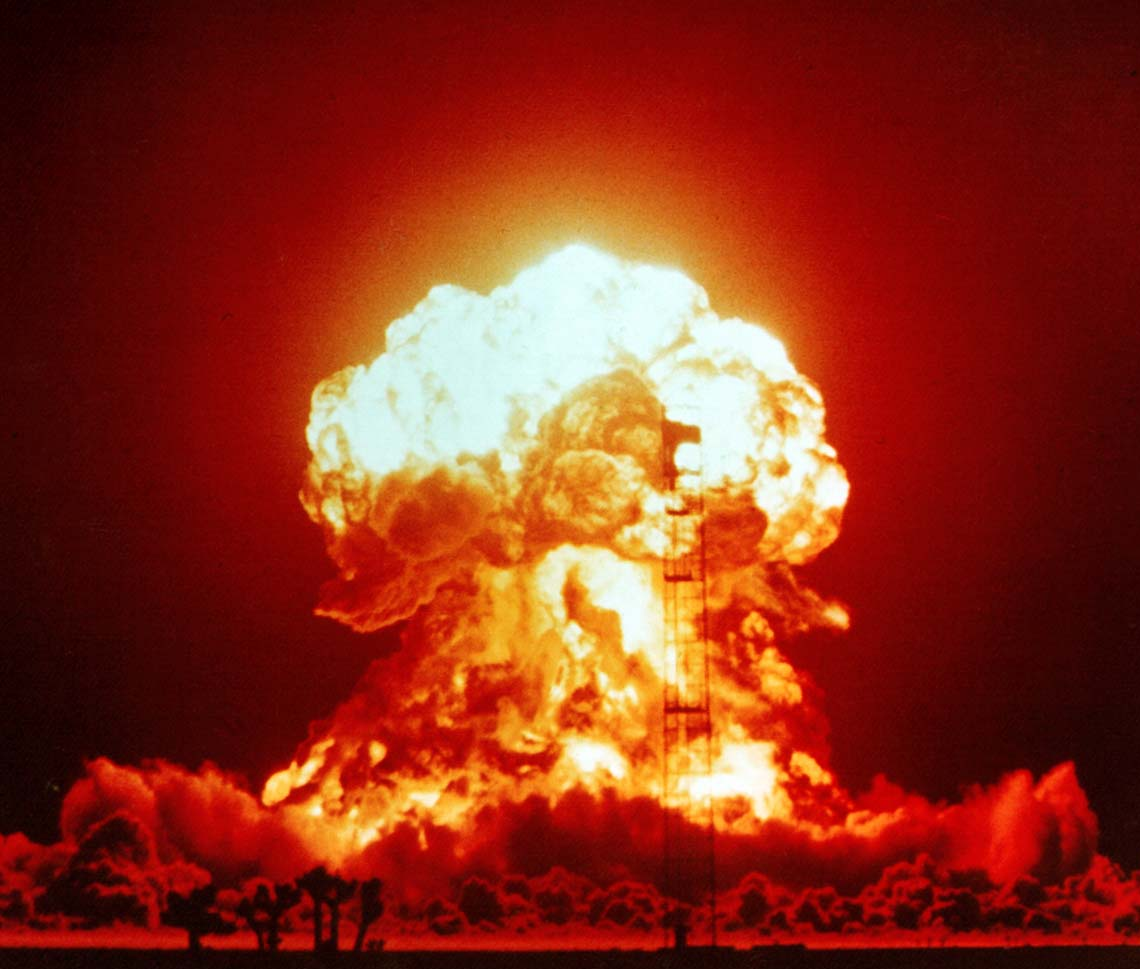
Prova d'armes nuclears als Estats Units el 1953. Franklin va ajudar-ne a la prova final

Franklin va ser pionera en el camp de l'arqueometria, que aplica l'anàlisi dels materials moderns a l'arqueologia. Per exemple, va treballar en la datació de bronze prehistòric, artefactes de coure i ceràmiques. Durant els inicis de la dècada de 1960, va investigar els nivells d'estonci-90 —un isòtop radioactiu en els residus nuclears de proves d'armes nuclears— en les dents dels nens. Les seves recerques han contribuït a cessar les proves d'armes nuclears. Franklin ha publicat més d'un centenar de treballs científics i contribucions a llibres sobre l'estructura i propietats dels metalls i aliatges, així com sobre la història i els efectes socials de la tecnologia.
Com a membre del Consell de Ciència del Canadà, durant els anys setanta, va presidir un influent estudi sobre recursos de conservació i protecció de la natura. Aquest estudi va concloure el 1977, i va ser titulat Canadà com un conservador de la societat. S'hi recomana una àmplia gamma de mesures destinades a reduir el consum desmesurat i la degradació ambiental que ocorre com a conseqüència. El treball d'aquest estudi va ajudar Franklin a generar diverses idees sobre la complexitat de la tecnologia moderna i la societat.
Franklin va ser també un membre actiu en Veu de les Dones (VOW per les seves sigles en anglès: Voice of Women), ara la Veu Canadenca de les Dones per la Pau, una de les principals organitzacions socials al Canadà. El 1968, entre ella i la presidenta nacional de VOW (Muriel Duckworth) van presentar un resum en House of Commons afirmant que el Canadà i Estats Units havien establert un acord comercial militar sense un debat públic adequat. Van argumentar que aquests acords comercials van fer difícil per al Canadà adoptar posicions de política exterior independents, per exemple demanar una retirada militar immediata a EU del Vietnam del Sud. El 1969, Franklin i Duckworth van convocar un comitè del Senat canadenc per recomanar que el Canadà detingués la seva guerra química i l'ús d'armes biològiques i es destinés el pressupost en recerca ambiental i medicina preventiva. Franklin va formar part d'una delegació en VOW del 1969 que va incitar al Govern del Canadà de retirar-se de l'organització del Tractat de l'Atlàntic del Nord i així establir un organisme especial per supervisar el desarmament del Canadà.
Durant els anys 80, Franklin va participar en una campanya organitzada per guanyar el dret dels objectors de consciència per desviar part dels seus impostos sobre la renda d'usos militars per a finalitats pacífiques. El seu treball realitzat el 1987, escrit en suport a la campanya, va sostenir que el dret reconegut a rebutjar el servei militar per motius de consciència havia d'ampliar-se per incloure el dret de negar-se a pagar impostos per a la preparació de la guerra. Ursula afirmava que la llibertat de consciència de la Carta Canadenca de Drets i Llibertats garantia aquesta forma d'objecció de consciència. Aquest treball va ser part d'una apel·lació a la Cort Suprema del Canadà. Els tribunals inferiors havien condemnat les retencions perquè consideraven que amb això violaven la Llei d'Impost sobre la Renda. No obstant això, el 1990 la Cort Suprema es va negar a escoltar l'apel·lació.
Posterior al retir de Franklin, ella i moltes altres professores van presentar una demanda col·lectiva contra la Universitat de Toronto al·legant que havien estat injustament retribuïdes perquè havien rebut un salari menor comparat amb el dels homes que treballaven amb elles. El 2002, la demanda va ser conclosa quan la universitat va reconèixer que moltes de les seves professores havien sofert les barreres de gènere a causa de la discriminació durant les seves carreres. Com a resultat, al voltant de 60 professores jubilades van rebre una remuneració equitativa destinada a compensar els baixos salaris i pensions que havien rebut quan treballaven.
Franklin segueix tenint una forta relació amb la Universitat de Massey de Toronto com un alt membre permanent i resident principal. Les seves diferents activitats inclouen incentivar els joves a seguir carreres en ciència, promoure la pau i la justícia social, així com parlar i escriure sobre els efectes socials de la ciència i la tecnologia. Molts dels seus articles i discursos sobre pacifisme, feminisme, tecnologia i ensenyament es troben reunits en Ursula Franklin Reader, publicat el 2006. Franklin és també autora del Món real de tecnologia que es basa en les seves conferències en Massey emeses per CBC Radio el 1989.
A l'abril de 2013, Franklin va donar a l'Institut Confuci del Seneca College de Toronto, la seva extensa col·lecció d'escrits dedicats a la cultura i la història de la Xina. La col·lecció inclou més de 220 textos, llibres, publicacions i revistes que interpreten la cultura i la història de la Xina des de la perspectiva dels estudiosos occidentals. També contenia alguns dels propis documents i arxius de treball de la mateixa Franklin.

## Pacifisme, feminisme i la guerra

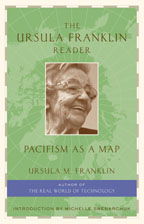
Portada del llibre de Franklin de 2006: sobre pacifisme, feminisme, tecnologia i aprenentatge

Ursula Franklin explica en un preludi de la seva col·lecció de documents i entrevistes de 2006, en què parla del seu interès per les estructures, el que ella anomena "la disposició i interacció de les parts dins d'un tot": ha estat en l'arrel de la majoria de les seves activitats. Reprenent 40 anys després, afegeix, "puc veure com he tractat de lluitar amb una sola pregunta fonamental: Com es pot viure i treballar com una pacifista aquí i ara i ajudar a estructurar un societat en la qual l'opressió, la violència i les guerres disminuirien i la cooperació, la igualtat i la justícia s'aixecarien?" Com a part de la resposta, Ursula fa ús de la metàfora de la cartografia per explicar el seu viatge intel·lectual: "Cada vegada amb més freqüència, vaig trobar que els mapes de la saviesa convencional eren inadequats per als meus viatges," escriu. "Em vaig convertir en una persona incapaç i indisposada a orientar la meva vida segons mapes nacionals que representen els regnes d'"ells" i "nosaltres", dels bons i dolents, de guanyar, vèncer i ser derrotat; en definitiva, tots aquests mapes dibuixats per viatjar cap a un benefici privat i avanç personal." Franklin conclou que s'ha guiat en la comprensió del que anomena "el món real" pels "mapes del pacifisme i feminisme".

### Pacifisme i consciència
El pacifisme de Franklin i la seva visió de la vida és el que ella denomina "la visió quaker del món". La consciència individual es troba en el cor de la visió. D'aquesta manera, té la necessitat de destriar les formes adequades de treballar per la pau en cada temps i lloc, "en lloc de dependre d'un dogma de regles invariables de conducta". Assenyala que durant més de 300 anys, els membres quàquers s'han oposat a la guerra i a la violència, així com al servei militar i el servei militar obligatori. Han treballat en la reconciliació, la recerca per la pau i el desarmament, a més que en molts països s'han guanyat el dret dels objectors de consciència a realitzar el servei alternatiu en lloc de prendre part en la guerra.

Franklin assenyala que els principis quàquers no han canviat, però la tecnologia ha canviat la naturalesa de la guerra. En una societat tecnològica moderna, ja no hi ha un límit clar entre la guerra i la pau. La guerra és la planificació constant en temps de pau i quan es lliuren guerres, les dones i els nens es converteixen en objectius. Les nacions ja no depenen principalment de reclutes militars, sinó que es basen en sistemes d'armes avançades que són costoses de construir o adquirir. Escriu que la carrera armamentista és impulsada per un "imperatiu tecnològic", que requereix la creació d'un enemic com una institució social permanent:
Modernes armes tecnològiques, incloent la recerca i el desenvolupament requerit, són particularment pesades quant a capital i són molt costoses. El temps entre la recerca inicial i el desplegament de sistemes d'armes pot ser tan llarg com una dècada, durant la qual el govern ha de proporcionar seguretat financera i justificació política per al projecte. En altres paraules, l'estat no sols en proporciona el finançament, sinó que també identifica un enemic extern creïble que justifiqui aquestes despeses.
Franklin assenyala que la naturalesa tecnològica de la guerra requereix que els estats recaptin els recursos necessaris per pagar pels dispositius d'alta tecnologia dissenyats per a la destrucció. Per tant, les persones que s'oposen a la guerra es veuen obligades -pels impostos- a pagar pels preparatius de guerra, fins i tot si violen la seva consciència individual.

### Pau i justícia social
En el seu treball de 1987, Reflexions sobre la teologia i la pau, Ursula Franklin sosté que "la pau no és l'absència de guerra, la pau és l'absència de por." No obstant això, també afirma que la por a la guerra i la violència no és l'única classe de por que destrueix la pau. Ella inclou els temors que sorgeixen, per exemple, de la inseguretat econòmica, la desocupació i la falta d'habitatge adequat. Franklin ressalta el que ella anomena "el sistema d'amenaça" que maneja la gent inculcant la por i la incertesa en tots els nivells de la societat.
Per a ella, la justícia social és l'element essencial que es necessita per desfer-se de la por i portar la pau. Justícia significa llibertat de l'opressió, però també significa igualtat per a tots. "En els ulls de Déu", escriu, "totes les criatures tenen valor i són subjectes d'igual cura i amor; de la mateixa manera, en una societat de justícia i pau, corresponen a totes les persones per igual." Franklin suggereix que en les societats orientades als consumidors, la guerra i la violència són el resultat inevitable d'un estil de vida d'adquisicions, que rebutgen la justícia social. Ella cita l'historiador Lewis Mumford, que durant l'ascens del capitalisme, els pecats d'avarícia, la gola, l'enveja i el luxe es van convertir en virtuts cardinals. Mumford creu que el "canvi moral ocorregut sota l'efecte del capitalisme es pot resumir en el fet que els propòsits humans, les necessitats humanes i els límits humans ja no exercien una influència restrictiva sobre la indústria: la gent treballava, no per mantenir la vida, sinó per augmentar els diners i el poder i per alimentar l'ego; que troba satisfacció en vastes acumulacions de diners i poder." Franklin es basa en el pensament de Mumford, redireccionant les noves realitats mundials, com les economies militaritzades que depenen de la producció d'armes i de les fronteres nacionals que es troben cada vegada més tancades als refugiats. "Qualsevol teologia moderna de la pau", escriu, "ha de, crec jo, tenir en compte el corrent mundial cap al "tecnofeixisme", els antipersones, la forma de lluita contra la justícia de la gestió global i la participació en el poder que s'està desenvolupant en tot el món."

### Globalització com a resultat de la guerra
Franklin creu que la fi de la Guerra Freda va portar dos canvis principals. El primer va ser que l'amenaça de guerra entre Estats Units i la Unió Soviètica va ser substituïda per guerres regionals entre els estats més petits. El segon va ser que la guerra s'ha adaptat al que ella anomena "altra de les claus", la lluita pel domini comercial i econòmic mundial. Així mateix, afirma que ara existeix una nova forma de guerra anomenada globalització i que els seus camps de batalla són els mercats de valors i de divises globals. La guerra econòmica defineix l'enemic com tots aquells que es preocupen pels valors de la comunitat. "Tot el que no es pot simplement comprar i vendre". Franklin escriu: "el que no es pot expressar en termes de diners, de guanys i pèrdues, de transaccions, s'interposa en el camí del "mercat" com a territori enemic per ser ocupat, transformat i conquistat." L'estratègia principal en aquest tipus de guerra és la privatització dels dominis anteriorment públics com la cultura, la salut, les presons i l'educació per generar beneficis privats. Franklin sosté que els nous senyors de la guerra econòmica o "mercaders" tenen com a objectiu, per exemple, transformar "la mala salut o la misèria dels nostres veïns en oportunitats d'inversió per a la següent ronda del capitalisme." Ella sosté fermament que les empreses de venda s'han convertit en forces d'ocupació per a "governs titelles que dirigeixen el país en benefici dels ocupants." Franklin també ha assenyalat que en política democràtica, l'economia és l'única cosa que sembla importar. "Canadà no té gairebé gens de política exterior", diu, "sinó més aviat és part d'una elaborada xarxa d'acords comercials".
Franklin fa la recomanació que la resistència es negui a parlar l'idioma dels ocupants. Aquest llenguatge inclou termes com ara "usuaris", "prestadors de salut" i "consumidors d'educació" per referir-se a professors i estudiants, metges, infermeres, pacients i comunitats. Franklin també posa l'accent en els tribunals i en "l'ús creatiu dels mitjans electrònics per eludir el control de les forces d'ocupació de la informació."
Finalment, Ursula és reconeguda com una ferma defensora de la "política ciutadana", un moviment cívic que se centra en solucions pràctiques a problemes comuns —des de l'absència de pau fins a la falta d'habitatge i la congestió del trànsit local. Per això, utilitza un terme quàquer; Franklin incita els ciutadans a participar en "scrupling" (en anglès), el procés d'asseure's junts per discutir i aclarir les preocupacions morals i polítiques comunes. Ella va escriure que la ciutadania política no busca enderrocar els governs existents, però sí busca millorar-los, "encara que als que exerceixin el poder els agradi o no". El moviment intenta també de defensar les comunitats d'aquestes intencions, millor dit, en les paraules de Franklin: "convertir el món en un recurs comercial gegant, mentre es nega una casa habitable i decent a molts dels ciutadans del món."

### Guerra, falla i l'incident de l'11 de setembre
Una vegada i una altra en els seus assajos, conferències i entrevistes, Ursula Franklin insisteix que la guerra i la violència que li correspon no són únicament moralment incorrectes, sinó que també són inefectives, no pràctiques i costoses. Durant una entrevista per ràdio l'endemà passat de l'atemptat de l'11 de setembre als Estats Units, Franklin va dir: "El pensament racional que la força no funciona, inclusivament per a la persona que l'exerceix, se'ns va estavellar en la cara". En un article d'un periòdic publicat just abans del primer aniversari de l'11-09, Franklin va escriure: "És crucial reconèixer que la guerra i les seves mesures són instruments fonamentalment disfuncionals per solucionar problemes. La violència crea més violència, la guerra crida més guerres, més enemics i més sofriment."
Franklin ha suggerit que seria més efectiu si, en lloc de llançar una guerra terrorista, els Estats Units haguessin interpretat els atacs com a terratrèmols policíacs. Argumenta que les estructures socials i polítiques són inherentment inestables com ho són les geològiques. "Les fissures geològiques i els terroristes humans són creats en un context en el qual les forces poden ser enteses -i en alguns casos- mitigades. Cap no pot ser-ne eliminat amb bombes."
Franklin afirma que el militarisme és el més modern desenvolupament de les estructures socials jeràrquiques i sistemes basats en l'amenaça. "Tots ells treballen sota el supòsit implícit que algunes persones importen molt menys que unes altres i que totes les persones són d'interès només mentre són necessàries per donar suport al sistema o per justificar-lo". Ella assenyala que molts prominents defensors dels drets de les dones com Jane Addams i Sylvia Pankhurst eren pacifistes. "Per a mi, la lluita pels drets de les dones i l'oposició al militarisme en totes les seves formes són dues cares d'una mateixa moneda."
Quan un entrevistador de Ràdio CBC va suggerir a Franklin que les seves idees sobre pau i justícia no estaven connectades amb el que succeïa en realitat en les seqüeles de l'11-09, va dir: "Sí, té tota la raó. Estan totalment desconnectades. M'he passat la major part de la meva vida tractant de posar aquests pensaments en el corrent que pren les decisions, i no he tingut un èxit espectacular. Això, crec, és una reflexió sobre la meva habilitat en el clima de l'època, no en el valor dels pensaments".

## Societat tecnològica
Per a Ursula, la tecnologia és una sèrie de pràctiques en l'"aquí i ara", en lloc d'una matriu de màquines i dispositius. És també un "sistema" comprensiu. "La tecnologia inclou organització, processos, símbols, noves paraules, equacions i sobretot una mentalitat." La seva definició és molt semblant a la del pensador francès Jacques Ellul i el seu concepte de "tècnica". Igual que Ellul, Franklin afirma que els mètodes tecnològics dominen el món modern. "La tecnologia ha construït la casa on tots vivim", escriu; "al dia d'avui, difícilment existeixen activitats humanes que no s'involucrin en aquesta casa."
Com a tal, la tecnologia és un element central de l'aquí i ara. "En el sentit més ampli del terme, l'aquí i ara és el nostre entorn, és a dir, tot el que ens envolta —la superposició canviant de la natura, l'entorn construït, les estructures institucionals i socials en què les activitats humanes prenen lloc, així com les pròpies activitats— "les coses es fan aquí." Franklin veu els seus estudis de la tecnologia com un intent d'entendre com les pràctiques tecnològiques afecten l'avanç de la justícia i la pau.

### Tecnologies holístiques i prescriptives
Segons Ursula Franklin, la tecnologia no és un conjunt d'eines neutrals, mètodes o pràctiques. Afirma que les diferents categories de tecnologia tenen notoris i diferents efectes socials, així com polítics. Per exemple, fa una distinció entre tecnologies relacionades amb el treball i les relacionades amb el control. Les tecnologies relacionades amb el treball, com ara les màquines d'escriure elèctriques, estan dissenyades per facilitar les tasques. Els processaments computaritzats fan més fàcil escriure. Però quan les computadores estan connectades amb estacions de treball són part d'un sistema —un processador de text es converteix en una tecnologia relacionada amb el control. "Ara els treballadors poden ser cronometrats", Franklin escriu: "les tasques poden dividir-se i la interacció entre els operadors pot vigilar-se".

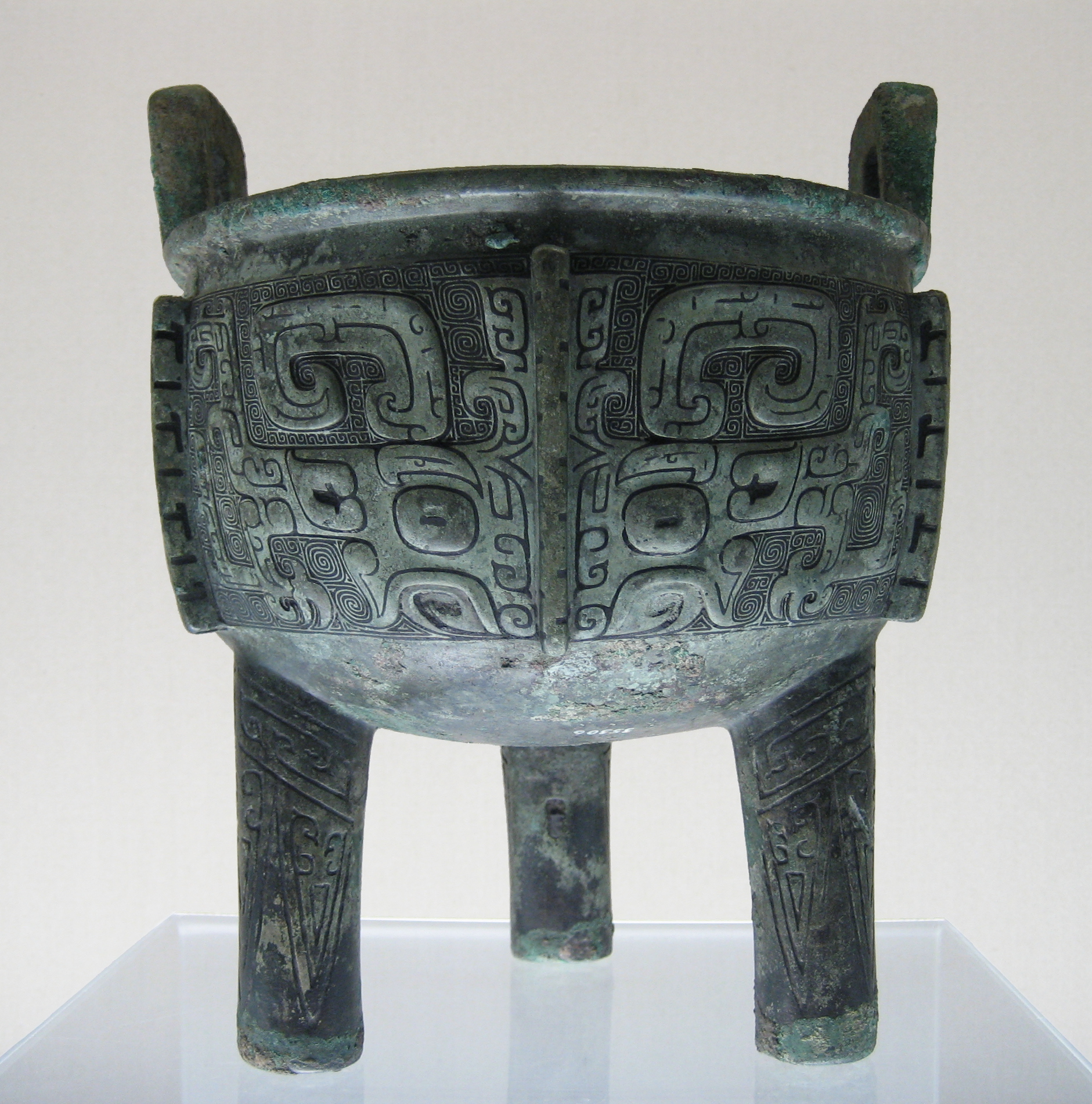
Antic atuell xinès. Franklin descriu els mètodes prescriptius utilitzats en la producció d'aquest tipus d'atuells rituals

Franklin fa una extensió sobre la distinció entre el treball i tecnologies relacionades amb el control i les porta al concepte més holístic i prescriptiu. Això li permet considerar les implicacions socials de com es realitza el treball. Escriu que les tecnologies holístiques s'associen generalment al treball artesanal. "Artesans, siguin terrissers, teixidors o cuiners, controlen els processos del seu treball de principi a fi." Els artesans es poden especialitzar en algun tipus de producte, però tenen sempre control total del procés de producció i cada cosa que creen, és única. Les tecnologies prescriptives, d'altra banda, prenen el curs del treball en una sèrie de passos discrets estandarditzats. "Cada pas es duu a terme per un treballador independent, o grup de treballadors, que han d'estar familiaritzats només amb les habilitats d'exercir aquest mateix pas."
Encara que la divisió del treball inherent a les tecnologies prescriptives s'associa generalment a la Revolució industrial, Franklin assenyala que tals mètodes de producció s'han utilitzat des de l'antiguitat. Un bastidor de bronze xinès abans de 1200 aC, per exemple, requereix un procés estrictament controlat i estretament supervisat, així com una estricta divisió del treball.
Franklin escriu que quan estudiava un bastidor de bronze com a metal·lúrgica, va descobrir "l'extraordinari significat social de les tecnologies prescriptives; em vaig adonar de tot. Vaig començar a comprendre el que significaven, no sols en termes de bronze de fosa, sinó en termes de planificació, organització, ordre i disciplina."

### La cultura de les tecnologies de compliment
Franklin argumenta que en una societat moderna, basada en el control, les tecnologies descriptives dominen. "Quan el treball s'organitza com una seqüència de passos executables per separat, el control sobre el treball es mou sobre l'organització, el cap o gerent," escriu. "En termes polítics, les tecnologies prescriptives són "dissenys per al compliment." Per a ella, els treballadors acostumats a seguir les regles prescriptives estan també acostumats a veure el control extern i el compliment intern com una cosa normal i necessària. També arriben a creure que només hi ha una manera prescrita de la realització d'una àmplia varietat de tasques. "Si bé no hem d'oblidar que aquestes tecnologies prescriptives són sovint excessivament eficaces i eficients, però també comporten una enorme hipoteca social. La hipoteca significa que vivim en una cultura de compliment, que estem cada vegada més condicionats per acceptar l'ortodòxia com una cosa normal i a acceptar que només hi ha una forma de fer "això".
Franklin assenyala que les tecnologies prescriptives han anat més enllà de la producció de materials per arribar a àrees d'administració, govern i serveis socials. Argumenta que les tasques que requereixen criança o cura de les persones, en salut i educació per exemple, es realitzen millor holísticament. No obstant això, tals tasques s'estan realitzant cada vegada més sota la influència de l'ajuda de tecnologies preceptives, basades en el que Franklin denomina un model de producció. El professor Heather Menzies, un admirador de Franklin, descriu, per exemple, com es duen a terme tasques d'infermeria mitjançant llistes de registre computaritzades que deixen poc de temps per bregar amb l'inesperat o parlant amb pacients que es troben sols o angoixats. La mateixa Franklin assenyala que les escoles i universitats fan proves als estudiants i els inciten a basar-se en horaris de producció, "si alguna vegada va existir un procés holístic, un procés que no pot ser dividit en passos rígidament predeterminats, aquesta és l'educació".

### La tecnologia i el poder

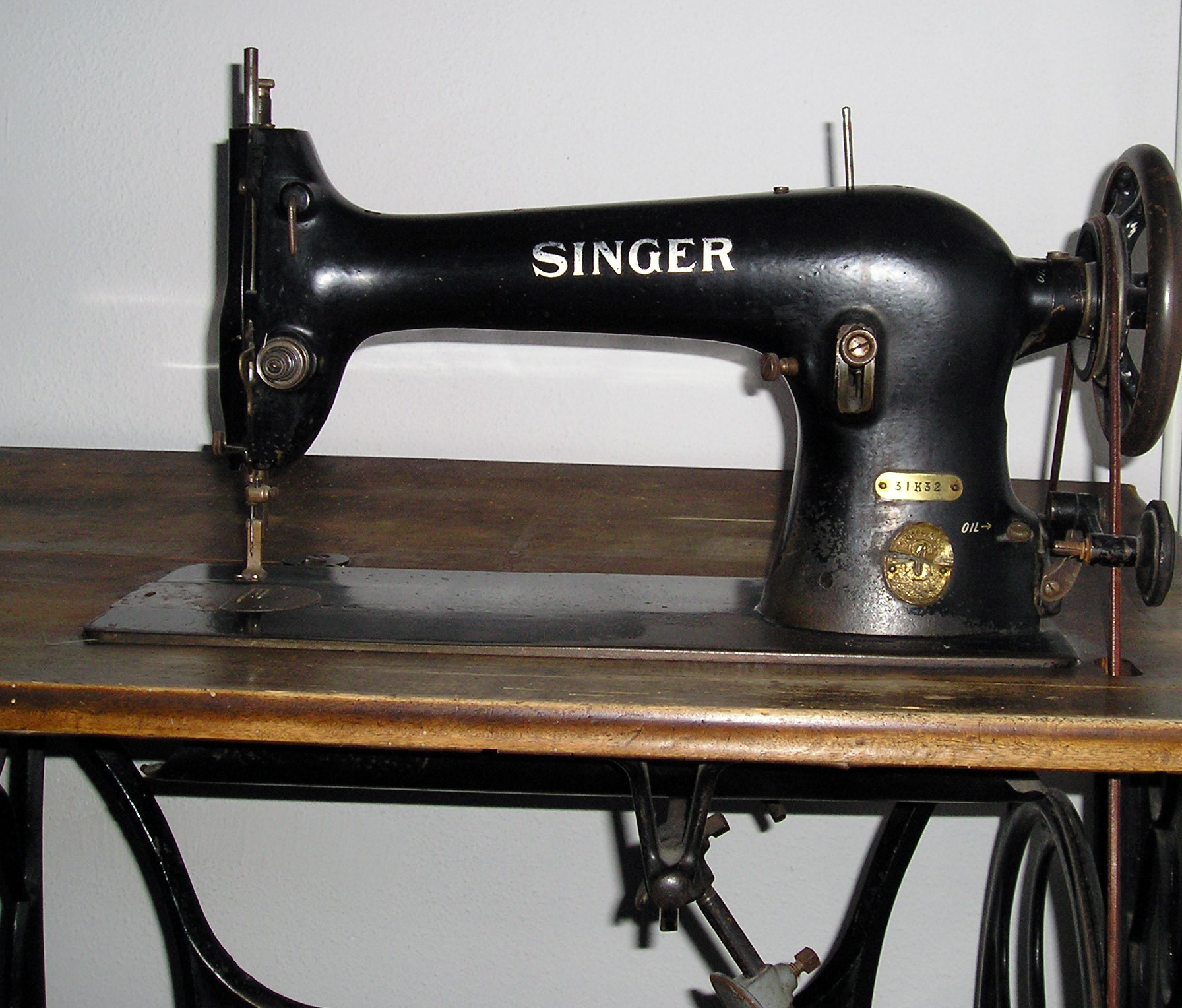
Franklin escriu que les màquines de cosir es van donar com a resultat de la producció industrial de roba barata en acobladores que explotaven la mà d'obra femenina

Ursula Franklin rebutja la idea que les tecnologies poderoses automàticament determinen les formes en les quals les persones viuen i treballen. Sosté que els usos de la tecnologia no són necessàriament inevitables, però són el resultat d'eleccions conscients. Les tecnologies prescriptives dominants estableixen estructures de poder i control, que originen el que Franklin veu com patrons masculins de jerarquia, autoritarisme, competència i exclusió. Les màquines de cosir van ser introduïdes al mercat el 1851 amb la promesa que alliberarien les dones de la servitud domèstica; però quan les màquines van acabar en tallers i fàbriques de producció barata de roba, la nova tecnologia es va utilitzar per explotar les treballadores femenines. "Una tecnologia estrictament prescriptiva amb la clàssica divisió del treball va sorgir de la introducció de màquines noves, suposadament alliberadores domèstiques," afirma Franklin. "En l'evolució posterior de la indústria del vestit, molts dels processos del disseny, tall i muntatge van començar a ser automatitzats, sovint amb exclusió total dels treballadors". Així mateix, assenyala diferents exemples en altres indústries com, per exemple, quan les operadores van ajudar a introduir el telèfon només per ser reemplaçades per centrals automatitzades després que la tecnologia s'havia establert amb èxit, mentre que els secretaris es van esforçar per fer que la funció de les màquines d'escriure mecàniques anara correctament, però van acabar per dur a terme tasques cada vegada més fragmentades i sense sentit.
"Molts dels sistemes tecnològics, quan s'examinen pel context i pel disseny en general, són bàsicament antipersones", Franklin escriu: "Les persones són vistes com a fonts de problemes, mentre que la tecnologia és vista com una font de solucions." Com a resultat, la gent viu i treballa en condicions estructurades per al benestar de la tecnologia malgrat que els fabricants i els promotors sempre presenten les noves tecnologies com a alliberadores. "Els somnis de volar, del transport privat ràpid, de comunicació instantània a través dels continents, i de màquines útils, de tot l'alliberament de l'estrès del dur treball físic, o el treball de la llar." No obstant això, quan les tecnologies són acceptades i normalitzades, sovint esclavitzen o desplacen els seus usuaris. Franklin argumenta que el treball podria ser menys prescriptiu en els llocs de treball que són menys jeràrquics, si adoptem pràctiques més holístiques basades en la manera en què les dones treballen tradicionalment com a mestresses de casa, per exemple, o en la cura dels nens.

### Tecnologies de comunicació
Franklin creu que les tecnologies de comunicació poderoses han reformat les realitats polítiques i socials, distanciant les persones entre elles i dels seus entorns immediats. La ràdio i la televisió, per exemple, transmeten missatges instantàniament des de lluny —missatges que estan separats de les experiències de persones en les proximitats on viuen i treballen. Franklin els anomena missatges de pseudorealitat. Escriu que estan basats en imatges que es construeixen i se seleccionen per crear efectes emocionals i amb la il·lusió d'"estar aquí" com a participant, no sols com un observador. No obstant això, afirma que les tecnologies de comunicació unidireccionals redueixen o eliminen la reciprocitat, el donar i rebre normal de les comunicacions cara a cara.
D'acord amb Franklin, els segments seleccionats o les pseudorealitats que es converteixen en històries són produïdes per atreure i mantenir l'atenció de les persones, enfocant-se en un sistema inusual sobre l'usual. Reconeix que ningú està obligat a veure la televisió o a escoltar la ràdio; la gent pot explorar altres canals de comunicació. Però les pseudorealitats creades pels mitjans de comunicació estan encara allí "i el món està estructurat per creure-hi". Argumenta que imatges enviades des de lluny s'han apoderat de gran part de la nostra realitat quotidiana com una força d'ocupació immensament poderosa. "I en algun lloc, algú s'haurà de preguntar per què el dret a canviar el nostre ambient mental —per canviar els constructes de les nostres ments i els sons que ens envolten— sembla que s'ha lliurat sense consentiment de ningú?"

### El silenci i el comú
"El silenci," escriu Franklin,"conté semblances significatives amb aspectes de la vida i de la comunitat, com ara l'aigua potable, l'aire o el sòl, que eren presos com a normals, però que s'han convertit en especials i preciosos en entorns tecnològicament intervinguts." Argumenta que la capacitat tecnològica per separar el so gravat des de la seva font fa el so tan permanent com l'elevador Muzak que juga sense parar en llocs públics sense el consentiment de ningú. Per a Franklin, aquesta música "enllaunada" és una tecnologia manipuladora programada per generar respostes emocionals predictibles i augmentar els guanys privats. Compara aquesta destrucció del silenci a les lleis del gabinet britànic voltant els elements comuns per a l'agricultura privada.
Franklin creu també que la base de la força del silenci és la seva obertura a esdeveniments no planificats. La comunitat quàquera, escriu, adora Déu en silenci col·lectiu. "Crec que si algun d'ells assistís a una reunió quàquera seria particularment sobre una base regular", va dir en una conferència de 1993 sobre ecologia acústica, "et semblaria que de sobte, en el silenci, algú parlés sobre alguna cosa que només havia entrat en la teva ment. És una cosa estranya, però la força del silenci col·lectiu és probablement una de les més poderoses forces espirituals". Franklin defensa el dret humà al silenci públic —negociar un ascensor lliure de música per exemple, o habitacions tranquil·les en edificis públics. També recomana iniciar i finalitzar les reunions amb uns minuts de silenci.

## Vida personal
L'any 1952, Ursula Franklin es va casar amb Fred Franklin, i havien estat exposats al quaquerisme a Anglaterra. No tenien família al Canadà i, després de néixer els seus dos fills, van buscar una llar espiritual. "Érem pacifistes abans que fóssim quàquers", diu Franklin, "però va ser una transició molt fàcil el quaquerisme per a nosaltres, i ha estat una molt bona llar, així com una família estesa per a nosaltres i els nostres fills."

## Premis i honors
Franklin ha rebut nombrosos premis i honors durant la seva llarga carrera. El 1984, es va convertir en la primera dona a la Universitat de Toronto nomenada professora d'universitat, un títol especial que és el més alt honor que atorga la universitat. Va ser nomenada oficial de l'orde del Canadà el 1981 i "companya de l'orde" el 1992. Així mateix, va ser nomenada de l'orde d'Ontario el 1990. El 1982, se li va donar el Premi de Mèrit per la ciutat de Toronto, principalment pel seu treball en la planificació del barri. Va rebre una membresia honorària en Delta Kappa Gamma, una societat internacional per als educadors de les dones el 1985. Dos anys més tard, va rebre l'Elsie Gregory McGill Memorial Award per les seves contribucions a l'educació, ciència i tecnologia. El 1989 va rebre el Premi de Wiegand que reconeix els canadencs que han fet contribucions significatives a la comprensió de les dimensions humanes de la ciència i la tecnologia. Després, el 1991 va rebre el Premi del Governador General en commemoració del Cas de la Persona per fer avançar la igualtat de dones i nenes al Canadà. Va rebre la Medalla Pearson de la Pau en el 2001 pel seu treball en drets humans. Ella té una escola a Toronto que commemora el seu nom, "Ursula Franklin Academy". Durant el 2014, Franklin va ser guardonada amb un dels primers premis Adrienne Clarkson, que fan honor a assoliments excel·lents en el servei públic. També, va ser col·locada en el Saló de la Fama Canadenca de la Ciència i l'Enginyeria en el 2012, i ha rebut títols honoraris de més d'una dotzena d'universitats canadenques incloent un doctorat en Ciències per part de la Universitat de Queen i un doctorat en Lletres humanes de la Universitat Mount Saint Vincent, tots dos premiats el 1985.

## Bibliografies
- Franklin, Ursula. (1984) Knowledge reconsidered : a feminist overview = Le savoir en question : vue d'ensemble féministe. Ottawa, ON: Canadian Research Institute for the Advancement of Women. ISBN 978-0-919653-44-3.
- Franklin, Ursula. (1985) Will women change technology or will technology change women?. Ottawa, ON: Canadian Research Institute for the Advancement of Women. ISBN 978-0-919653-09-2.
- Franklin, Ursula. (1992) The Real World of Technology. (CBC Massey lectures series.) Concord, ON: House of Anansi Press Limited. ISBN 0-88784-531-2.
- Franklin, Ursula. (1996) Every Tool Shapes the Task: Communities and the Information Highway (Discussion Series #5). Vancouver, BC: Lazara Press. ISBN 0-920999-30-1.
- Franklin, Ursula. (2006) The Ursula Franklin Reader: Pacifism as a Map. Toronto: Between the Lines Books. ISBN 1-897071-18-3.
- Franklin, Ursula, and Sarah Jane Freeman. Ursula Franklin Speaks: Thoughts and Afterthoughts. McGill-Queen's University Press. ISBN 0773543848.